# Fairchild Channel F
Fairchild Channel F — вторая в мире игровая приставка со сменными играми на картриджах и первая приставка с картриджем, содержащим программу. Первой приставкой, использующей картриджи, была Magnavox Odyssey, но её картридж состоял только из набора перемычек. Приставка была выпущена компанией Fairchild Semiconductor в ноябре 1976 года под названием Video Entertainment System (VES), по розничной цене в 169.95 долларов США. В следующем году, после того как компания Atari выпустила VCS, приставка была переименована.

## Channel F

Палитра цветов, которую могла воспроизводить приставка

Приставка построена на микропроцессоре Fairchild F8, созданном Робертом Нойсом (Robert Noyce) до того, как он покинул Fairchild, чтобы основать собственную компанию — Intel. Процессор F8 был довольно сложен по сравнению с типичными интегральными микросхемами того времени, и имел больше входов/выходов чем другие чипы того времени. Из-за недоступности на то время корпусов с необходимым количеством выводов, F8 был выпущен в виде двух отдельных микросхем, которые вместе составляли полноценный центральный процессор устройства. Графика была довольно простой, но цветной (поддерживалось отображение до 8 цветов), что было шагом вперёд по сравнению с приставкой Pong того же времени. Звук проигрывался через внутренний динамик, а не через телевизор.
Игровой контроллер был похож на джойстик без основания: корпус нужно было держать в руке, над ним возвышалась треугольная «шляпка», которую двигали второй рукой. Контроллер можно было использовать как джойстик или пэддл, на «шляпку» можно было нажимать как на гашетку или отжимать её вверх. В корпусе устройства был специальный отсек для хранения контроллеров при перемещении приставки — это имело смысл, поскольку провод контроллера был слишком тонким и был известен своей уязвимостью.
Наибольший эффект от появления Channel F на рынке был в том, что это подтолкнуло Atari к выпуску и улучшению её консоли следующего поколения, которая тогда была в разработке (она носила кодовое имя «Stella»). Новая машина Atari также использовала картриджи, и после того как они увидели Channel F, они поняли что новую консоль нужно выпускать до того как рынок будет наводнён приставками на картриджах. Учитывая сокращение прибылей от уже не столь популярных Pong-систем, Atari пришлось продаться Warner Communications, с тем чтобы получить необходимые денежные ресурсы. Когда годом позже была выпущена игровая система Atari VCS (названная так с целью отобрать популярность у VES), она предоставляла уже значительно лучшее качество изображения и звука.

## Channel F System II
Fairchild решила конкурировать с VCS, и начала переработку консоли, новая версия получила название Channel F System II. Основные изменения были во внешнем виде, контроллеры стали подключаться к основному блоку через разъём (в первой модели их нельзя было отключить от консоли), приспособления для хранения контроллеров перенесены на заднюю панель, звуковой сигнал теперь примешивался в видеосигнал, поэтому внутренний динамик был убран. Дизайн корпуса был изменён, теперь приставка выглядела более современно. В то время рынок вошёл в середину первого кризиса видеоигровой индустрии, и Fairchild вышел с рынка.
В какой-то момент в 1979 году Zircon International купила права на Channel F и выпустила Channel F System II. Для этой системы было выпущено всего шесть новых игр, некоторые из которых были разработаны в Fairchild ещё до продажи прав на Channel F.
Ряд лицензированных версий приставки был выпущен в Европе, Luxor Video Entertainment System в Швеции, Adman Grandstand в Великобритании, а также Saba Videoplay, Nordmende Teleplay и ITT Tele-Match Processor в Германии.

## Технические характеристики
- Процессор: Fairchild F8 на тактовой частоте 1.79 МГц
- ОЗУ: 64 байта
- Видео-ОЗУ: 2 КБ (2×128×64 бит)
- Разрешение экрана: 128 × 64 пикселей, видимое поле — 102 × 58 пикселей
- Цвет: 8 цветов (каждая строка либо чёрно/белая, либо 4-цветная)
- Звук: тон в 500 Гц, 1 кГц либо 1.5 кГц (их можно было быстро переключать для получения других тонов)
- Устройства ввода: два собственных игровых контроллера, жёстко подключенных к консоли
- Видеовыход: провод подключения к антенному входу телевизора, жёстко подключен к консоли

## Игры
Всего для консоли было выпущено 26 официальных картриджей, некоторые из которых содержали две игры. Последней официальной игрой стала Videocart-26: Alien Invasion, вышедшая в 1981, которая являлась версией Space Invaders.